# Denise René
Denise René (Nombre real: Denise Bleibtreu, 25 de junio de 1913 - 9 de julio de 2012) fue una galerista francesa especializada en arte cinético y op art.

## Vida y Trabajo
Denise René tenía como norma de vida la idea que el arte tenía que inventar nuevos caminos por existir. La primera galería la inaugura el 13 de febrero de 1944 en el 124 de la Rue La Boétie con la exposición "Dibujos y composiciones gráficas de Vasarely", donde impulsó la carrera del joven artista Victor Vasarely. 
A partir de allí, se consagró a defender a los artistas de la vanguardia, aquellos que comenzaban a experimentar con el movimiento, y estuvo presente en los conatos de lo que luego se llamó el arte abstracto, y sobre todo de la corriente cinética.
Desde el principio, sus exposiciones demostraban el testimonio de la feroz necesidad de libertad y deseo de experimentar, más tarde lo canalizaba en abstracción geométrica y después Arte cinético. La fusión de arte y tecnología - o de nuevos medios de comunicación - son los rasgos más característicos. Su trabajo fue defendido por el historiador de arte y tecnología Frank Popper.
Denise René montó exposiciones de grandes figuras del arte moderno como Max Ernst y Francis Picabia durante sus primeros cinco años de actividad.Denise René desarrolló diferentes generaciones de arte abstracto introduciendo en París les figuras históricas de las vanguardias de la Europa del Este busca antecedentes históricos como Marcel Duchamp.
En 1957, René organizó la primera exposición de Piet Mondrian en Francia, París, aunque mientras que los críticos y los museos franceses rechazaban al artista holandés. Una segunda galería Denise René nació en 1966 en el exclusivo Boulevard Saint-Germain de la capital francesa. 
Para 1961 exhibe la propuesta del Groupe de Recherche d’Art Visuel (GRAV), reuniendo a artistas como Garcia-Rossi, Le Parc, Morellet, Sobrino, Stein e Yvaral.
Otros espacios vieron la luz en Nueva York, Estados Unidos (1971-1981) y Düsseldorf, Alemania (1969). En 1977 su primera galería en la rue de la Boétie debió cerrar por problemas económicos, aunque otra galería abrió sus puertas en 1991, en el conocido barrio del Marais, también en París. 
En 2001, el Centro Georges Pompidou la homenajeó con una muestra titulada "Denise René, une galerie dans l'aventure de l'art abstrait. 1944-1978". Falleció el lunes 9 de julio de 2012, a los 99 años de edad.

### ExposiciónLe Mouvement
En 1955 organizaba la muestra Le Mouvement, que ayudaba a popularizar el arte cinético y ser una exposición de la definición que aparece por primera vez sus artistas.
A continuación exhibía el trabajo de Nicolas Schöffer, Yaacov Agam, Jean Tinguely, Otto Piene, Jean Arp, Alexander Calder, Carlos Cruz-Diez, Jesús Rafael Soto, Victor Vasarely, Sophie Taeuber-Arp, Pol Bury, Le Corbusier, Robert Delaunay, Max Bill y Sonia Delaunay, entre otros.